# Georges Kersaudy
Pour les articles homonymes, voir Kersaudy.
Georges Kersaudy est un traducteur, réviseur, polyglotte et espérantiste français né le 10 février 1921 et mort le 18 juin 2015 au Havre.

## Biographie
Georges Kersaudy a abordé très jeune l'étude de plusieurs langues romanes et germaniques et a découvert en 1936 que la connaissance de l'espéranto ouvrait un accès privilégié aux langues d'Europe centrale et orientale. Il est durant toute sa vie un ardent défenseur de cette langue, qualifié d'« ambassadeur de l'Espéranto », à l'instar de personnalités de la même génération comme Umberto Eco ou Albert Jacquard. À l'occasion de la publication d'un mémoire collectif présenté par les universités de Louvain (Belgique), Rio de Janeiro (Brésil) et de Lille3 (France), il est présenté comme une des « figures marquantes du mouvement espérantiste ».
De 1941 à 1946, il a obtenu à la Sorbonne les diplômes d'allemand, de littérature et civilisation américaines, de langues et littératures scandinaves modernes et de philologie roumaine. Durant l'occupation, il a fait partie d'un réseau de résistance parisien et a été arrêté à deux reprises, mais est parvenu à s'échapper, en partie grâce à la connaissance des langues.[réf. nécessaire] Au cours de la même période, il a obtenu à l'École nationale des langues orientales vivantes les diplômes de russe, roumain, hongrois et finnois. Grâce à une mémoire extraordinaire et à un véritable intérêt pour les langues (« Au-dessus de dix, ça devient très facile »), M. Kersaudy a acquis également une bonne connaissance de nombreuses autres langues, qu'il n'a cessé de réapprendre durant les quarante années suivantes, grâce à ses voyages et à la parution de nouvelles méthodes, dont l'Assimil. À l'âge de 80 ans, il revendique au cours d'une interview, la maitrise d'une cinquantaine de langues, grâce notamment à ses nombreux voyages dans de nombreux pays du monde. Ses derniers « réapprentissages » concernent l'hébreu, le grec et le chinois, qu'il craignait d'oublier. Cette compétence particulière lui permet d'être évoqué dans l'émission d'Éva Bester diffusée sur France-Inter le 3 avril 2014 qui explique le mécanisme d'apprentissage des langues étrangères, notamment européennes.
Ayant commencé sa carrière au ministère des Affaires étrangères, en poste à Moscou et Belgrade, il est ensuite devenu traducteur aux Nations unies, puis réviseur au Conseil des ministres de l'Union européenne. Il a occupé des postes dans diverses capitales des quatre continents, tout en participant à de nombreuses missions dans le monde entier, et a exercé les fonctions d'expert traducteur pour la Cour d'appel et le tribunal de grande instance de Paris. Il a eu ainsi l'occasion d'établir des traductions et des révisions à titre officiel à partir d'une cinquantaine de langues.
Georges Kersaudy est le père de l'historien François Kersaudy. L'éminent polyglotte avait d'ailleurs indiqué à son fils de pouvoir lire une prochaine traduction d'un de ses livres en hébreu.
En juin 2004, il est tête de liste aux élections européennes de la liste de Europe Démocratie Espéranto pour la région Île-de-France, il a recueilli sur son nom 5 789 voix soit 0,21 % des suffrages exprimés.

## Ouvrage
- Un seul ouvrage répertorié :

Langues sans frontières. À la découverte des langues de l'Europe, Autrement, 2001, coll. « Frontières », 383 p.,  (ISBN 2746701251).

## Préface
Il est l'auteur de la préface du livre d'Henri Gueguen 1-2-3 Parlez ! : une nouvelle manière d'apprendre les langues édité chez Bécherel qu'il termine en ces termes: 
« Il est hors de doute que cette méthode remarquablement efficace contribuera un jour prochain  à la naissance d’une conception moderne dans le domaine de  l’acquisition des langues dites « étrangères » et à l'apparition d’une génération d’Européens réellement multilingues. »